# ワシーリー・リャースノイ
ワシーリー・ステパノヴィッチ・リャースノイ（ロシア語: Василий Степанович Рясной、1904年 - 1995年12月12日）は、ソ連のチェキスト。中将。

## 経歴
中等教育を受ける。1937年まで党の業務に従事し、赤軍に勤務した。
1937年、国家保安機関に送られる。
1941年～1943年、内務人民委員部（NKVD）ゴリコフ州局長。1943年からウクライナ内務人民委員。
1946年1月、ソ連副内務人民委員に任命され、匪賊及びスパイ対策、大規模水利施設（ヴォルガ・ドン運河、クイブイシェフ及びスターリングラード水力発電所等）の建設を監督した。1952年2月から国家保安次官。
1953年3月から5月まで対外諜報部を指揮。1953年～1956年、モスクワ市・モスクワ州内務局を指揮。1956年7月5日、内務機関から解雇。